# Umschlagspunkt (Literatur)
Umschlagspunkt ist ein literaturwissenschaftlicher Theoriebegriff.
In vielen literarischen Werken liegt der Umschlagspunkt dort, wo sich die gesamte Erzählung oder nur die Hauptfigur ändert.
Beispielsweise ändert sich eine Hauptfigur in einem Buch, die von Anfang an einen apollinischen Lebensstil verfolgt, schlagartig durch ein Ereignis in ihrem Leben und beginnt einen dionysischen Lebensstil zu verfolgen.